# Hans Leitmeier
Hans Leitmeier (* 24. Oktober 1885 in Wien; † 8. Juni 1967 ebenda) war ein österreichischer Mineraloge.

## Leben
Leitmeier studierte ab 1904/05 an der Universität Graz. Unter Anleitung von C. Doelter arbeitete er an seiner Dissertation „Der Basalt von Weitendorf in Steiermark und die Mineralien seiner Hohlräume“, 1908 wurde er approbiert. In dieser Zeit beschäftigte er sich mit Kolloidchemie. 1916 erhielt er die venia legendi. In den folgenden Jahren galt sein Interesse insbesondere den Karbonaten.
Im Jahr 1925 wurde er zum Mitglied der Leopoldina gewählt. 1929 wurde er a.o. Professor an die Universität Wien. 1931 vollendete er Doelters „Handbuch der Mineralchemie“. 1938 wurde er aufgrund seiner jüdischen Ehefrau seines Amtes enthoben, 1945 kehrte er an die Hochschule zurück. 1946 wurde Hans Leitmeier zum korrespondierenden Mitglied der Österreichischen Akademie der Wissenschaften gewählt.

## Quelle
- Vera M. F. Hammer, Franz Pertlik: Hans Leitmeier (1885–1967). Akademischer Lehrer, Dekan, Forscher und Sammler an der Wende von der analytischen zur experimentellen Mineralogie. In: Mitteilungen der Österreichischen Mineralogischen Gesellschaft. Band 160, Nr. 3, 2014, ISSN 1680-8959, S. 73–108 (uibk.ac.at [PDF; 1,4 MB; abgerufen am 30. Juni 2016] inklusive Werkverzeichnis).